# Kaleb De Groot-Green
Kaleb De Groot-Green, né le 11 mai 2002 à Dunedin en Nouvelle-Zélande, est un footballeur international samoan. Il joue au poste de défenseur central, d'arrière gauche ou de milieu défensif à Christchurch United.

## Biographie

### En club
Il joue aux Dunedin City Royals en NZFC depuis la refonte du championnat national en 2021. Dans ce nouveau format, il joue son premier match en championnat contre l'Otago University le 17 juillet 2021. Lors de cette première journée de championnat, son équipe s'incline 1-2. Il inscrit ses deux premiers buts le 1er octobre 2021 contre Christchurch United. Son équipe s'impose 3-4.
En 2024, il s'engage avec Christchurch United, club évoluant également en NZFC.
Avec ce club, il fait ses débuts le 28 mars 2024 contre Nomads United. Lors de cette rencontre, son équipe s'impose 3-0. Le 20 juillet 2024, il marque son premier but avec son nouveau club face à son ancien club. Christchurch United s'impose 1-3.

### En équipe nationale
Avec les Samoa olympique, il participe au Tournoi pré-olympique de l'OFC 2023. Lors de ce tournoi, il fait ses débuts contre les Tonga. Titulaire, sa sélection gagne 3-0,,. Avec une victoire et deux défaites en phase de groupes, les Samoa ne passent pas l'écueil du premier tour. Ces résultats sont synonymes de non-qualification pour les Jeux olympiques de 2024.
Lui ainsi que plusieurs autres jeunes joueurs font leurs débuts internationaux le 17 novembre 2023, lors d'une défaite 1-0 contre les Îles Salomon aux Jeux du Pacifique 2023,.
En juin 2024, il figure dans la liste des 23 joueurs samoans retenus par Ryan Stewart pour participer à la Coupe d'Océanie 2024,,.